# Râul Bicaz
Râul Bicaz este un curs de apă, afluent al râului Bistrița. Se formează din Lacul Roșu la confluența brațelor Veleșchia și Hăghimaș.

## Hărți
- Harta județului Harghita
- Gyilkos-tó és környéke - Dimap, Budapest
- Harta Munții Hășmaș  Arhivat în 26 iunie 2008, la Wayback Machine.
- Harta Munții Tarcău  Arhivat în 22 februarie 2010, la Wayback Machine.
- Harta Munții Ceahlău  Arhivat în 28 iunie 2008, la Wayback Machine.